# 翁丽芬
翁丽芬（1971年10月—），浙江台州人，汉族，中国共产党党员。中华人民共和国政治人物、第十三届全国人民代表大会浙江省代表。

## 生平
2018年，翁丽芬被选为浙江省出席第十三届全国人民代表大会代表。